# Fourvière Ouest-Lyonnais
Pour les articles homonymes, voir FOL.

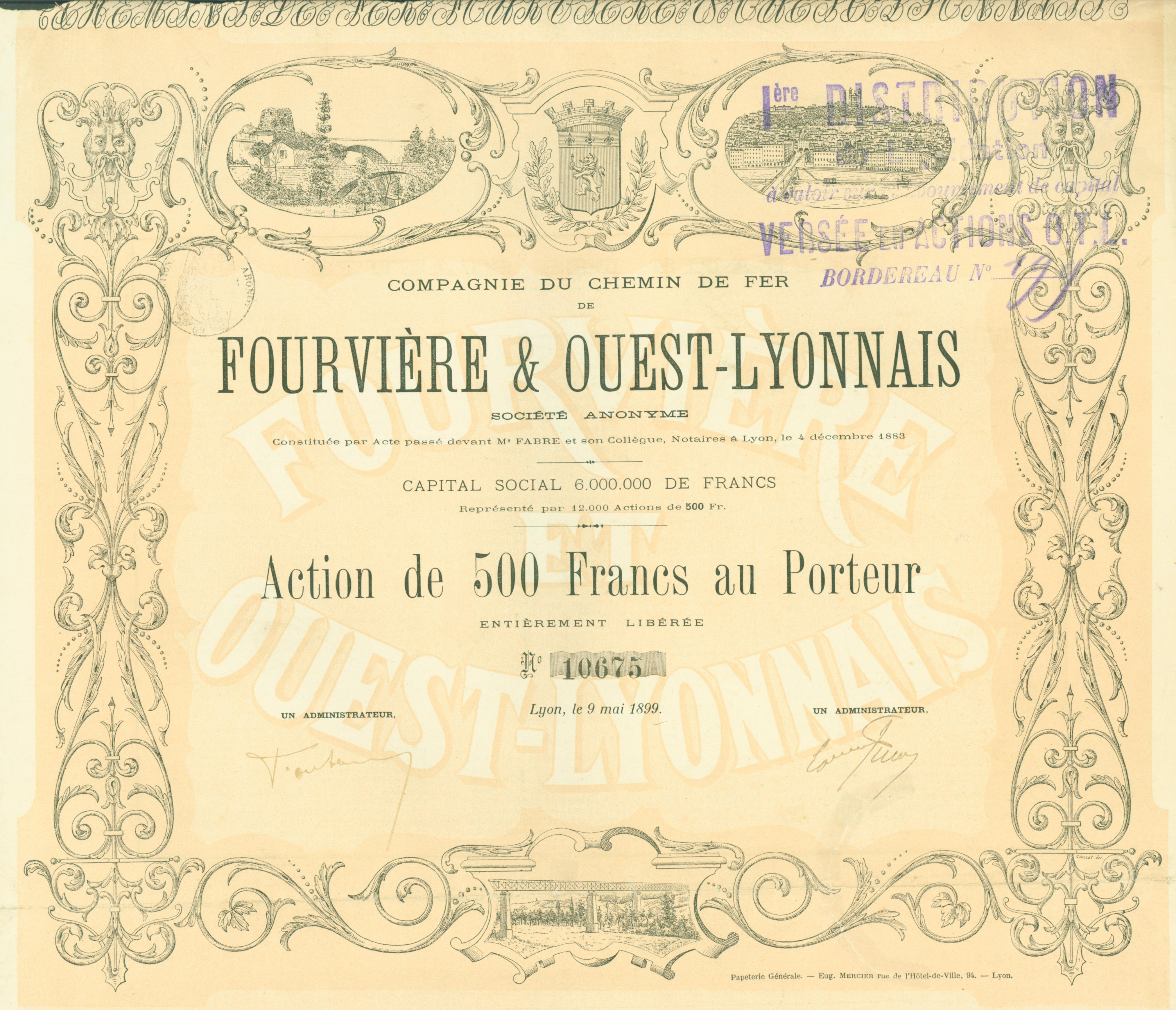
Action de la Compagnie des chemins de fer Fourvière Ouest-Lyonnais en date du 9 mai 1899

Le FOL ou Fourvière Ouest-Lyonnais, était un chemin de fer d'intérêt local à voie métrique qui desservait l'Ouest lyonnais depuis le quartier de Saint-Just entre 1886 et 1954. Pour beaucoup, c'était un train de plaisir qu'on pouvait utiliser pour les promenades dominicales. Les Lyonnais l'appelaient généralement le train de Vaugneray.
Il comprenait deux lignes :
- Lyon Saint-Just à Vaugneray (14,8 km)
- Lyon Saint-Just à Mornant (27,3 km)

Le point de départ, la gare de Saint-Just, était accessible depuis Saint-Jean par une ligne qui fut successivement un funiculaire puis une crémaillère, avant de redevenir un funiculaire qui est aujourd'hui toujours en service.

## Historique
- En 1876, est créée la Compagnie du chemin de fer de Lyon à Fourvière et à Saint-Just
- En 1883, est fondée la compagnie Fourvière Ouest-Lyonnais
- En 1911, la compagnie Omnibus Tramways de Lyon (OTL) absorbe la compagnie FOL et reprend l'exploitation du réseau de chemins de fer et tramways
- En 1941, le Syndicat des transports en commun de la région lyonnaise (STCRL, devenu bien plus tard le SYTRAL) est créé. Il devient propriétaire des infrastructures et du matériel tout en continuant à laisser l'exploitation à la charge de l'OTL, moyennant rétribution.

## Les lignes

### Ouverture
- 19 avril 1886 : de Lyon (quartier de Saint-Just) à Vaugneray (14,8 km).
- 27 janvier 1887 : du Tupinier à Messimy (5,4 km).
- 11 juillet 1887 : de Messimy à Mornant (12,2 km).
- 5 avril 1895 : de La Demi-Lune gare à La Demi-Lune PLM.
- 6 août 1906 : de Vaugneray gare à Vaugneray Bourg (1,3 km)[1].

### Fermeture
- la section Le Tupinier - Mornant sera fermée la première le 3 avril 1933 au trafic voyageurs et en 1935 au trafic marchandises.
- la ligne de Saint-Just à Vaugneray le 2 novembre 1954.

### Description
La construction de ce réseau était soignée. Les lignes étaient entièrement en site propre et comportaient d'importants ouvrages d'art comme les viaducs d'Alaï, La Pillardière et Soucieu-en-Jarrest, tous construits avec plusieurs travées métalliques soutenues par des piles en pierres.
La voie était construite à l'écartement métrique et équipée en rails de 25 kg, posés sur traverses bois. Le rayon minimum des courbes était de 150 mètres.
La gare de départ était située dans le quartier de  Saint-Just  entre les collines de Fourvière et Sainte-Irénée, dans un vallon dominant la Saône. Le terminus de Vaugneray se situait au pied du bourg, ensuite un prolongement atteignait le cœur de la ville. Le terminus de Mornant se situait dans le bourg et comportait le plus grand bâtiment voyageur de la ligne.
La plus importante des stations intermédiaires était La Demi-Lune où se trouvait un embranchement vers la gare PLM d'Écully-La Demi-Lune une halle marchandise et un dépôt.

### Le parcours
La ligne partait du quartier de Saint-Just où la compagnie FOL avait construit une ligne à crémaillère reliant Saint-Jean. La gare de Saint-Just se situait à côté de celle de la crémaillère, aujourd'hui transformée en "ficelle". Puis, après avoir longé la colline de Loyasse la ligne traversait les coteaux de Chanvert pour atteindre la halte des Massues. Le tracé était en pente constante pour atteindre La Demi-Lune, le point le plus bas de la ligne. Sur ce parcours, le train avait franchi un tunnel et trois viaducs.
La ligne se dirigeait ensuite vers le vallon du ruisseau de Charbonnières qu'elle traversait sur un viaduc muni d'un tablier métallique posé sur des piles en pierre. Les piles de ce viaduc sont ancrées à 17 mètres de profondeur. Elles sont toujours visibles aujourd'hui. La voie empruntait ensuite la tranchée de "Bel Air" qui lui permettait de rejoindre la vallée de l'Yzeron. Elle remontait cette vallée jusqu'à une halte appelée "La Patelière". Ce site est toujours visible aujourd'hui. Ensuite la ligne remontait toujours sur la rive gauche de l'Yzeron et atteignait Craponne  sur le plateau lyonnais. À partir de cette gare, la ligne traversait le plateau lyonnais en desservant Le Tupinier et Grézieu-la-Varenne.
La gare du Tupinier était le point de la bifurcation vers Mornant. Après Grézieu, la ligne traversait un vallon au moyen d'un viaduc en pierre et atteignait la gare de Vaugneray située à la "Maison Blanche". Dans cette gare, le voyage prenait fin de 1886 à 1906. Puis on ouvrit un raccordement type tramway, construit en accotement de la route, et dans la fin du parcours sur la chaussée. Comme cette section avait un profil difficile, seule la motrice l'empruntait. Les voyageurs se tassaient, pour ce trajet final.

### Les stations et haltes
- De  Saint-Just  à Vaugneray
  -  Saint-Just  (0,0 km)
  - Les Massues (halte)
  - La Demi-Lune (halte)
  - La Demi-Lune (gare) (3,3 km)
  - Écully-la-Demi-Lune (embranchement - gare PLM)
  - Étoile d'Alaï (halte)
  - Alaï-Francheville
  - Bel-Air (halte)
  - Tourette (halte)
  - La Patelière (halte)
  - Craponne
  - Le Tupinier (bifurcation)(9,8 km)
  - Grézieu-la-Varenne
  - La Chanconche (halte)
  - Vaugneray-Gare [Maison Blanche]
  - Vaugneray-Bourg (14,8 km)

- Du  Tupinier à Mornant
  - Le Tupinier (bifurcation)(9,8 km)
  - La Pillardière (halte)
  - Brindas
  - Messimy (15,2 km)
  - Soucieu-en-Jarrest
  - Orliénas
  - Saint-Laurent - Taluyers
  - Mornant (27,3 km)

## Le matériel

### Matériel roulant

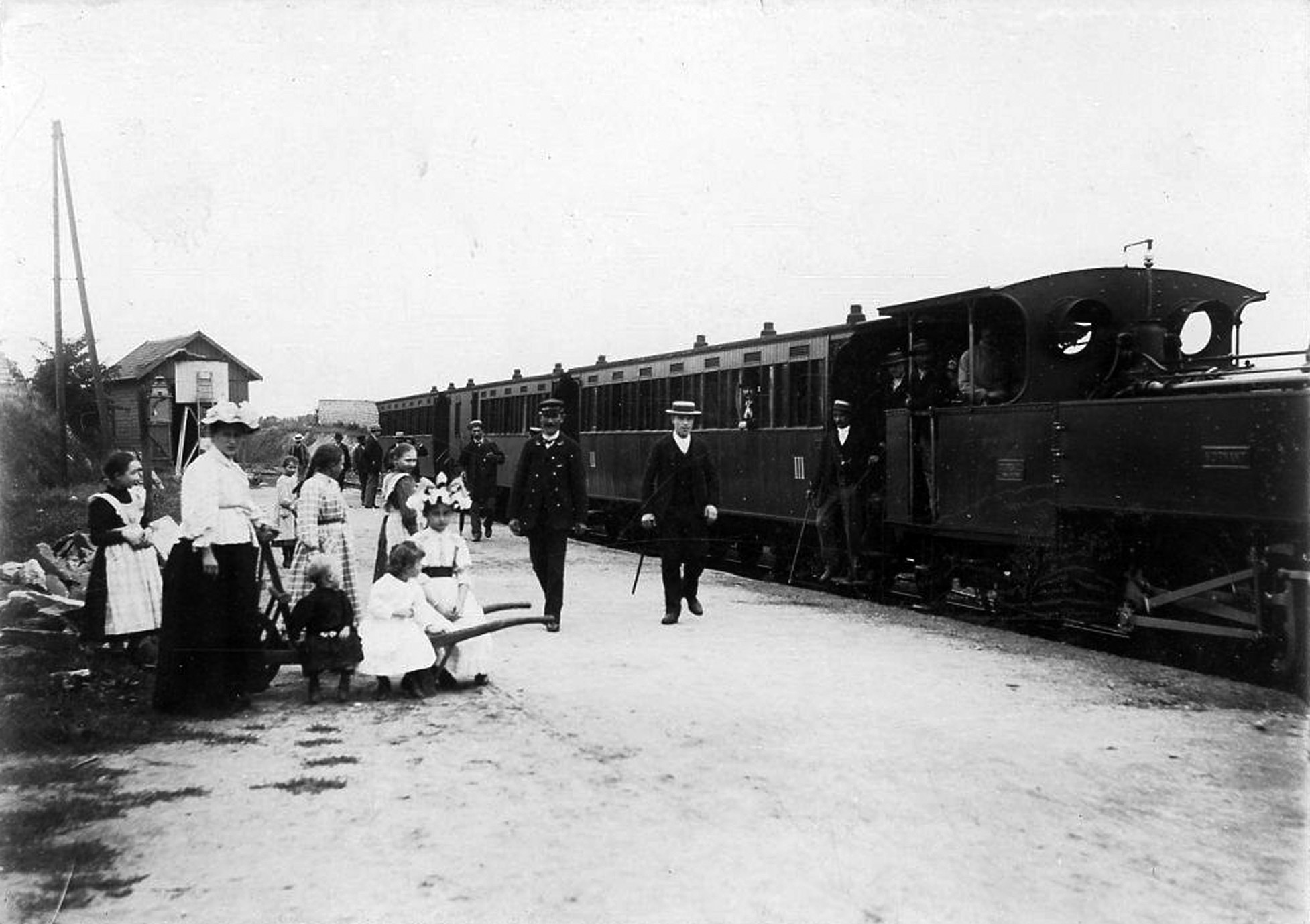
Un train à vapeur dans une gare du réseau locomotive n°2 "Mornant"

Au début de l'exploitation, la traction à vapeur est utilisée et la firme Fives-Lille livre 4 machines de type 031 tender en 1886, puis deux autres en 1887 et 1892.
Elles correspondent au type 95 et portent les noms suivants: 
- 1 " Vaugneray "
- 2 " Mornant "
- 3 " Craponne "
- 4  " Rhône "
- 5  " Loire "
- 6  " Croix Rousse "

Deux autres machines complètent le parc, il s'agit de deux locomotives de type 030T Locomotive bicabine numéros 13 et 16, achetées d'occasion en 1894 à la société des Voies ferrées du Dauphiné (VDF) et faisant partie à l'origine d'une série de 12 machines (numéros VFD 5 à 16) livrée en 1894 par les Ateliers de construction du Nord de la France (ANF) de Blanc-Misseron (poids à vide 18,4t),,. 

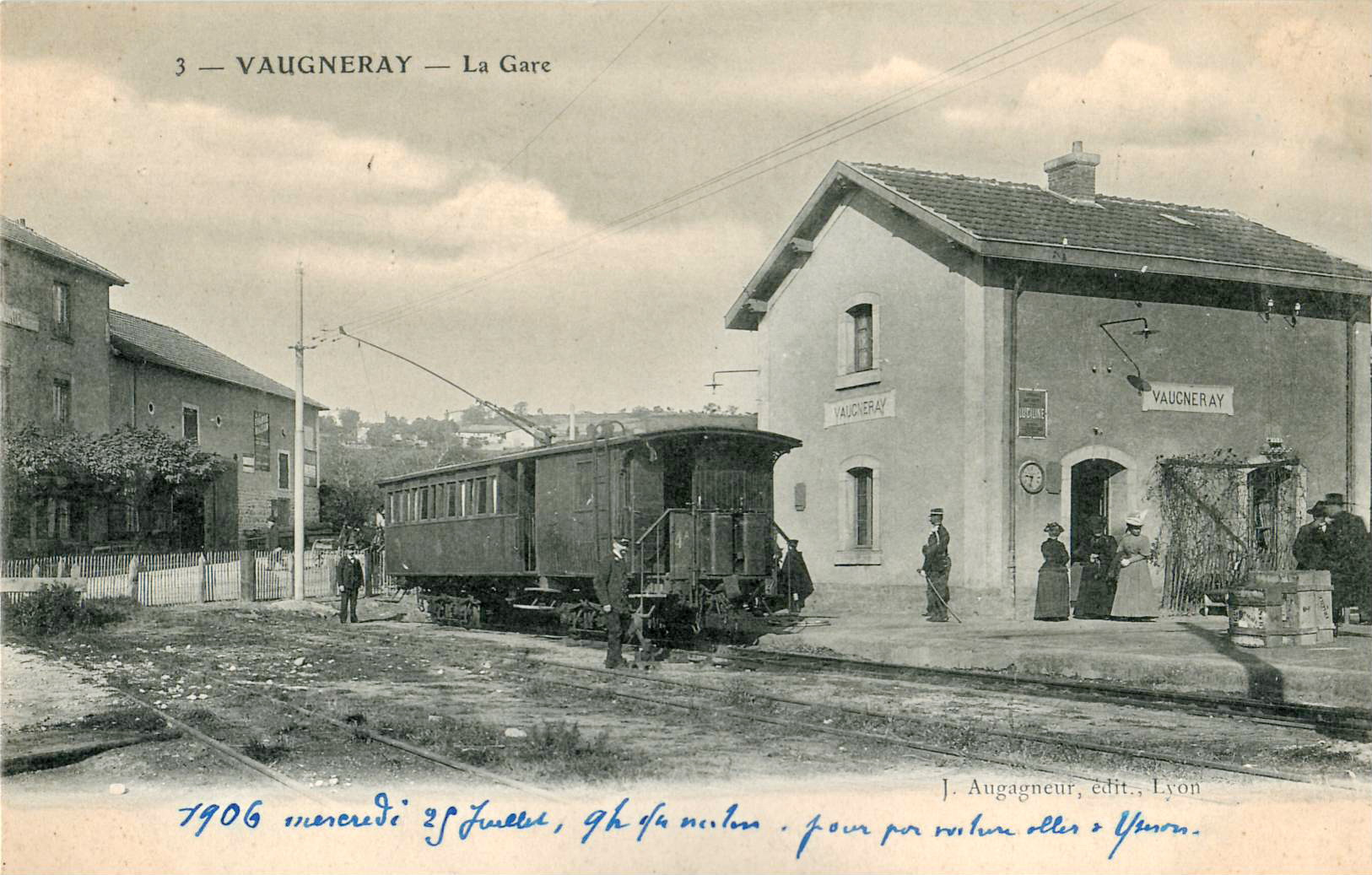
Automotrice électrique, vers 1906

À partir de 1898 la traction électrique fait son apparition. La firme lyonnaise "La Buire" livre 4 automotrices construites à partir de 4 voitures voyageurs. Ces voitures s'apparentent au niveau de la conception aux automotrices du chemin de fer Cauteret-La Raillère dans les Pyrénées.
- En 1898, 4 automotrices Buire à bogies.
- En 1900, une série de 5 motrices à bogies est livrée par la firme "Hanquet et Aufort" de Vierzon.
- En 1911, la compagnie OTL fusionne avec le FOL et amène 10 motrices de type NLT dites "Chemin de Fer".
- En 1914, elle commande à la firme "La Construction" à Manage en Belgique, 10 automotrices modernes qui assureront l'essentiel du trafic jusqu'en 1954.
- En 1915, sont livrés deux tracteurs électriques pour le service des marchandises.
- En 1940, deux automotrices Manage venues de la compagnie OTL complètent le parc en remplacement d'unités avariées.

### Matériel remorqué
voitures voyageurs
Matériel d'origine
- En 1886 ,     4  voitures à bogies, 1re 2e classe
- En 1886 ,     16 voitures à bogies "La Buire" 3e classe

Matériel complémentaire
- En 1913 ,     6  remorques à bogies, NLT, type "chemin de fer"
- En 1913 ,     5  voitures à 2 essieux, mixte fourgon,
- En 1922 ,     6  voitures à 2 essieux, type Rhône et Loire
- En 1924 ,     7  voitures à 2 essieux, type Rhône et Loire
- En 1930 ,     3  voitures à 2 essieux, type Rhône et Loire (2 transférées sur Lyon-Neuville en 1940)

fourgons à bagages: 3
wagons de marchandises : 83 wagons tombereaux, plats et couverts.

## Les anciennes emprises du FOL aujourd'hui

### Vestiges
Un certain nombre de vestiges de la ligne sont encore visibles témoins du travail considérable qu'a demandé la réalisation du chemin de fer. 
- La plateforme existe encore, sous forme de chemin piétonnier entre Saint Just et La Demi Lune, avec la possibilité de traverser l'ancien tunnel des" Massues".
- Les piles du viaduc d'Alaï sont encore visible.
- Le tracé est encore visible dans la vallée de l'Yzeron en aval de Craponne.
- Entre Craponne et Vaugneray le tracé est visible.

Bâtiments 
- L'ancienne gare de La Demi-Lune, utilisée comme local par une association, a été détruite en juin 2011[4].
- L'ancienne gare de Vaugneray a été utilisée par la DDE, puis a été remise au Conseil général du Rhône dans le cadre du transfert des routes départementales.

Une partie du tracé a été réaménagée pour créer un site propre routier pour les autobus des lignes C24E et 73E des TCL. Il s'agit de l'utilisation d'une section située entre Alaï et Vaugneray.
La partie de la plate forme entre Lyon Saint-Just et Alaï est transformée en cheminement "doux" (piétons, vélos), ou vendue à des particuliers.

## Sources